# Scambus flavicrus
Scambus flavicrus là một loài tò vò trong họ Ichneumonidae.